# Gilbert Banester
Gilbert Banester , né c. 1445 – mort en 1487, est un compositeur anglais de la période médiévale. 

## Biographie
Peut-être né à Londres, il est Master of the Children (en) de la chapelle royale à partir de 1478. Ses œuvres se trouvent dans un certain nombre de collections de manuscrits de musique d'église de l'ère Tudor, dont le Manuscrit Pepys. Il existe également une antienne de sa main dans le Livre de chœur d'Eton. Du point de vue stylistique, ses compositions sont semblables à celles de William Horwood dans le même livre mais inhabituelles en ce qu'elles sont écrites sur des textes en prose. Deux poèmes lui ont été attribués, le Miracle of St Thomas de 1467 et une traduction de Boccace datant de 1450, la première connue en anglais.
On sait peu de choses d'autre sur la vie de Banester. Il est mentionné comme « serviteur du roi » en 1471. Par ailleurs, c'est un fait acquis que Édouard IV lui confie deux abbayes et qu'il est fait Gentleman de la Chapelle Royale en 1475. En 1478 il est chef de chœur. Il meurt en 1487.